# Методи Томанов
Методи Петров Томанов е български футболист и треньор, роден на 29 юли 1959 в Огняново. Играл е за отборите на Бенковски (Пазарджик) (1977-1979), ПФК ЦСКА (София) (1979-1982 и 1984-1986), ФК Сливен (1982-1984), Спартак (Плевен) (1986-1987), Миньор (Перник) (1987-1988), Атлетико (Лисабон) (1988-1990), ФК Тимок (Зайчар) (1990-1991), Раднички (Ниш) (1991-1992), ФК Сливнишки герой (Сливница) (1992) и Ю Кон (1992).

## Постижения и успехи
Има 209 мача и 4 гола в А група. Три пъти шампион на България с ЦСКА (1980, 1981, 1982), носител на Купата на Съветската Армия с ЦСКА (1981, 1985).

## Треньор
Треньор на ФК Верила (1993-1998), помощник-треньор на младежкия национален отбор (1998-1999), помощник-треньор на националния отбор (2000–2001), помошник треньор на ЦСКА (2002-2004) (шампион на България през 2003).

## Мениджър и спортен директор
От 2011 г. работи в Лудогорец като селекционер, а от 15 март 2014 г. е назначен за спортен директор .